# Roussillon (Vaucluse)
Roussillon je francouzská obec v departementu Vaucluse a regionu Provence-Alpes-Côte d'Azur vzdálená 9 km od Gordes. Patří mezi Nejkrásnější vesnice Francie.
Vesnice leží v údolí mezi pohořím Luberon a Vaucluse na ložisku okru, které využívali již kdysi Římané. Okrová barva je charakteristická pro celou architekturu vsi včetně kostela a hřbitova.